# Sitio de Trípoli
El sitio de Trípoli duró desde 1102 hasta el 12 de julio de 1109. Tuvo lugar en el periodo posterior a la Primera Cruzada y condujo a la creación de un cuarto Estado cruzado, el condado de Trípoli.

## Antecedentes
Después de la captura de Antioquía (junio de 1098) y la destrucción de Maarat an-Numan (13 de enero de 1099), los emires sirios se aterrorizaron ante el avance de los cruzados y entregaron rápidamente sus ciudades a los francos. El 14 de enero, Sultan ibn Munqidh, emir de Shaizar, envió una embajada a Raimundo IV de Tolosa, uno de los líderes de la cruzada, para ofrecer alimentos y provisiones para sus hombres y caballos, así como guías para el camino a Jerusalén. En febrero, el emir de Homs, Janah ad-Dawla, que había luchado valerosamente en el asedio de Antioquía, ofreció caballos a Raimundo. El cadí de Trípoli, Jalal al-Mulk, de los Banu Ammar, envió ricos regalos e invitó a los francos a enviar una embajada a su ciudad. Los embajadores se maravillaron ante el esplendor de la ciudad, y se llegó a la conclusión de una alianza. Los cruzados pasaron a Arqa, que sitiaron desde el 14 de febrero al 13 de mayo, antes de continuar hacia el sur, a Jerusalén, sin atacar Trípoli ni cualquier otra posesión de los Banu Ammar.

### Raimundo vuelve a Trípoli
El sitio de Jerusalén fue un éxito, y dio lugar a la fundación del Reino de Jerusalén. La mayoría de los cruzados volvieron tras esto a sus hogares; un segundo movimiento partió, alentado por el éxito de la Primera Cruzada, pero fue aniquilado en su mayoría por los turcos selyúcidas de Anatolia. Raimundo participó también en esta cruzada, y regresó a Siria tras escapar de su derrota a manos de Kilij Arslan I. Volvió sólo con trescientos hombres. Fakhr al-Mulk, cadí de Trípoli, no quiso acoger a Raimundo como lo hiciera su predecesor, por lo que pidió ayuda a Duqaq de Damasco y al gobernador de Homs. Sin embargo, las tropas de Damasco y de Homs desertaron una vez llegaron a Trípoli, y el cadí fue derrotado a principios de abril, perdiendo a siete mil hombres. Raimundo no pudo tomar Trípoli, pero se hizo con Tortosa, que se convirtió en la base de todas las futuras operaciones contra los tripolitanos.

## El sitio

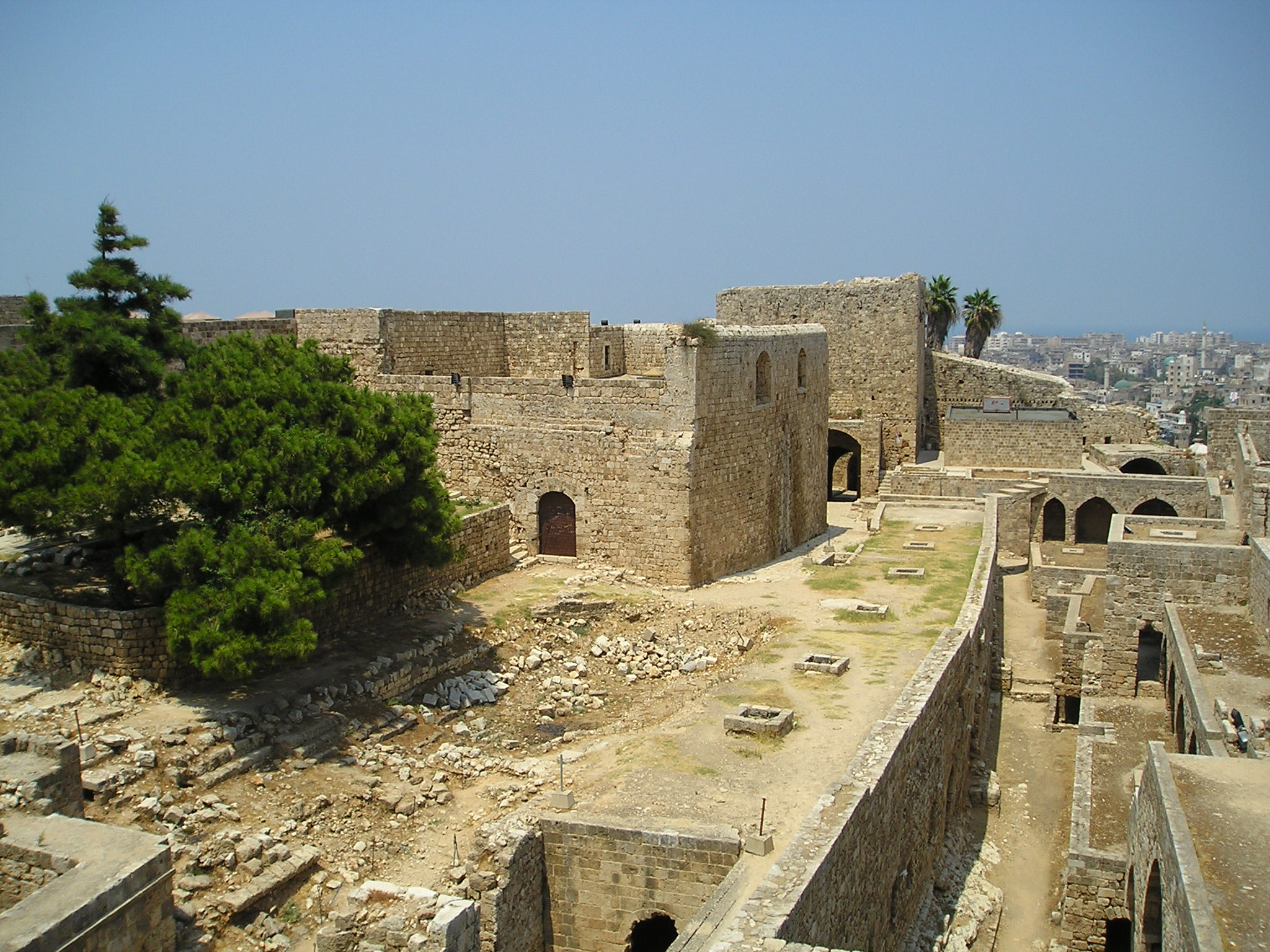
La ciudadela de Raimundo de Saint-Gilles.

Al año siguiente, Raimundo, con la ayuda de ingenieros bizantinos, construyó el Mons Peregrinus, "Montaña del peregrino" o "Qalaat Saint-Gilles" ("Fortaleza de Saint-Gilles"), con el fin de bloquear el acceso a Trípoli. Con el genovés Hugo Embríaco, Raimundo conquistó también Gibelet. Tras la batalla de Harrán en 1104, Fakhr al-Mulk pidió la intervención de Sokman, el antiguo gobernador ortóquida de Jerusalén; Sokman marchó hacia Siria, pero se vio obligado a retirarse a sus dominios.
Fakhr al-Mulk atacó el Mons Peregrinus en septiembre de 1104, matando a muchos de los francos y quemando un ala de la fortaleza. El mismo Raimundo fue gravemente herido, y murió cinco meses más tarde, en febrero de 1105. Como líder fue reemplazado por su sobrino Guillermo Jordán, conde de Cerdaña. En su lecho de muerte, Raimundo había concertado una tregua con el cadí: si dejaba de atacar la fortaleza cruzada, los francos dejarían de obstaculizar el comercio tripolitano durante un tiempo. El cadí aceptó.
Desde 1108, se hizo más difícil llevar por tierra alimentos a los sitiados. Muchos ciudadanos trataron de huir a Homs, Tiro o Damasco. Ciertos nobles de la ciudad la traicionaron al mostrar a los francos cómo se estaba reabasteciendo ésta con mercancías y alimentos, pero fueron ejecutados en el campamento cruzado. Fakhr al-Mulk, cansado de esperar la ayuda del sultán selyúcida Mehmed I, se dirigió a Bagdad a finales de marzo con quinientos soldados y muchos regalos. Pasó a través de Damasco, ahora regida por Toghtekin tras de la muerte de Duqaq, y fue recibido con los brazos abiertos. En Bagdad, el sultán le recibió con grandes espectáculos, pero no tuvo tiempo para Trípoli, ya que hubo un conflicto de sucesión en la ciudad de Mosul. Fakhr al-Mulk regresaba a Damasco en agosto cuando se enteró de Trípoli había sido entregada a al-Afdal Shahanshah, visir fatimí de Egipto, por los nobles, cansados de esperar a su retorno.
Al año siguiente, los francos se hicieron aún más fuertes en las afueras de Trípoli, liderados por Balduino I de Jerusalén, Balduino II de Edesa, Tancredo, regente de Antioquía, Guillermo Jordán y el hijo mayor de Raimundo, Beltrán de Tolosa, que recientemente había llegado con tropas de refresco genovesas, pisanas y provenzales. Los tripolitanos esperaron en vano los refuerzos procedentes de Egipto.
En el marco de un litigio bajo los muros de la ciudad, se llegó a un compromiso arbitrado por el Rey Balduino, que permitió que la unidad de los cruzados no se fracturase: el condado de Trípoli se dividiría entre los dos pretendientes, Guillermo Jordán, como un vasallo del Principado de Antioquía, y Beltrán, como un vasallo de Jerusalén.

## Consecuencias
La ciudad cayó el 12 de julio de 1109, y fue saqueada por los cruzados. Se consideró "perversos" los cien mil volúmenes de la Biblioteca de Dar-em-Ilm, y por tanto fueron quemados. La flota fatimí llegó ocho horas tarde. La mayoría de los habitantes fueron esclavizados, y el resto se vieron privados de sus posesiones y expulsados. Beltrán, el hijo ilegítimo de Raimundo, asesinó a Guillermo Jordán en 1110 y reclamó Trípoli para sí, de la que un tercio fue cedida a los genoveses. Trípoli pasó así a convertirse en un Estado cruzado, como el resto de la costa mediterránea, que ya pertenecía a los cristianos o iba a pertenecerles en los próximos años, con la toma de Sidón en 1111 y la de Tiro en 1124.